# Federal Funds
 (décembre 2022).
Si vous disposez d'ouvrages ou d'articles de référence ou si vous connaissez des sites web de qualité traitant du thème abordé ici, merci de compléter l'article en donnant les références utiles à sa vérifiabilité et en les liant à la section « Notes et références ».
 (décembre 2022).
Aux États-Unis, les Federal funds (souvent appelés « Fed funds ») sont les fonds déposés par les banques commerciales et autres institutions financières ayant des exigences de réserves obligatoires auprès des Réserves fédérales régionales, y compris les fonds en excès de ces réserves obligatoires.
Contrairement au dispositif actuellement[Quand ?] en vigueur dans la zone euro, les importantes réserves obligatoires déposées auprès de la banque centrale, la Fed, ne sont pas rémunérées.
En [Quand ?], la Fed a créé un marché permettant aux détenteurs de federal funds dont les réserves obligatoires sont temporairement insuffisantes d'emprunter directement auprès de ceux qui en ont en excès. Il résulte un marché secondaire au jour-le-jour des réserves non utilisées, qui forme le marché directeur des taux à très court terme du marché monétaire domestique américain. Les montants s'échangent moyennant des taux d'intérêt librement négociés entre les contreparties. Le taux moyen de ces prêts et emprunts, calculé quotidiennement par la banque centrale, est le federal funds effective rate.

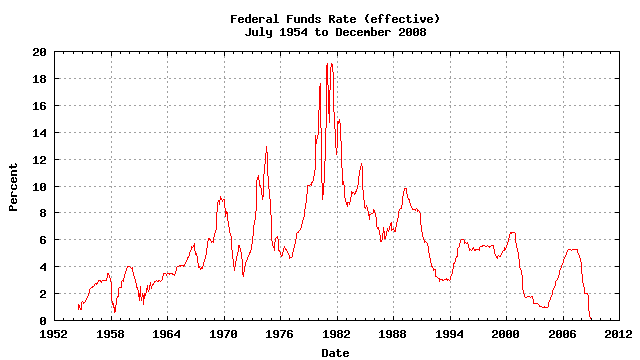
Evolution du taux des Fed Funds entre 1954 et 2012.